# Ira T. Wyche

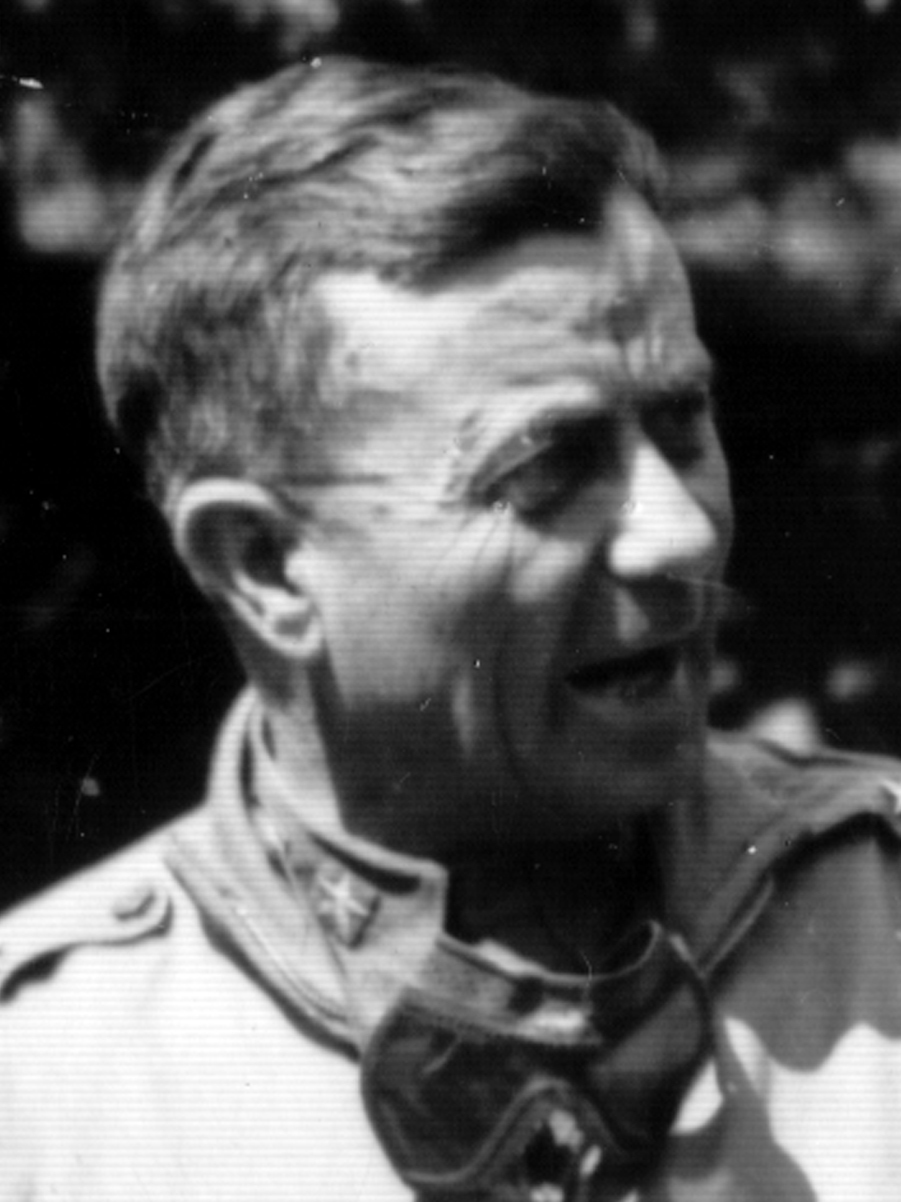
Ira T. Wyche

Ira Thomas Wyche (* 16. Oktober 1887 in Ocracoke, Hyde County, North Carolina; † 8. Juli 1981 im Buncombe County, North Carolina) war ein Generalmajor der United States Army. Er war unter anderem Kommandeur zweier Armeekorps und einer Infanteriedivision.
Ira Wyche war ein Sohn von Reverend Lawrence Olin Wyche (1852–1906) und dessen Frau Lorena Howard (1866–1897). Er besuchte die öffentlichen Schulen seiner Heimat sowie von 1907 bis 1911 die United States Military Academy in West Point. Nach seiner Graduation wurde er als Leutnant der Infanterie zugeteilt. In der Armee durchlief er anschließend alle Offiziersränge vom Leutnant bis zum Zwei-Sterne-General. Im Lauf seiner militärischen Karriere absolvierte Wyche verschiedene Kurse und Schulungen. Dazu gehörten unter anderem die Mounted Service School, die United States Army Field Artillery School, das Command and General Staff College und das United States Army War College.
In seinen jüngeren Jahren absolvierte er den für Offiziere in den niederen Rangstufen üblichen Dienst in unterschiedlichen Einheiten und Standorten. Dazu gehörten auch Aufgaben als Stabsoffizier in verschiedenen Hauptquartieren. Er war unter anderem in Kalifornien und Alaska stationiert. In den Jahren 1916 und 1917 tat er an der mexikanischen Grenze Dienst, wo es damals zu Spannungen mit dem südlichen Nachbarland der USA kam. Während des Ersten Weltkriegs gehörte er zu den American Expeditionary Forces, mit denen er in Europa eingesetzt war. In dieser Zeit wechselte er zur Feldartillerie. Er war damals Hauptmann im 60. Feldartillerieregiment.
In den 1920er und 1930er Jahren setzte Ira Wyche seine Offizierslaufbahn fort. Er absolvierte die meisten der oben erwähnten Schulen, kommandierte eine Einheit in South Carolina und war Stabsoffizier im Kriegsministerium in Washington, D.C. Außerdem war er über zwölf Jahre lang als Dozent an Militärschulen, davon allein zehn Jahre an einer Artillerieschule in Fort Sill in Oklahoma, tätig. Von 1934 bis 1935 sowie erneut von 1938 bis 1940 kommandierte er zwei Bataillone der Feldartillerie. Dann leitete er in den Jahren 1940 und 1941 im Hauptquartier der Feldartillerie die Abteilung für Ausbildung und Manöver (Chief of Training Section, Office of the Chief of Field Artillery). Im Jahr 1941 erreichte er mit seiner Beförderung zum Brigadegeneral die Generalsränge. Gleichzeitig erhielt er das Kommando über die 74. Feldartilleriebrigade in Camp Blanding in Florida. Dieses Kommando behielt er bis März 1942. In diese Zeit fiel der Eintritt der Vereinigten Staaten in den Zweiten Weltkrieg.
Es folgte seine Versetzung zur gerade wieder neu aufgestellten 79. Infanteriedivision, deren Kommando er zwischen Juni 1942 und Mai 1945 innehatte. Die Division war zunächst noch nicht am Kriegsgeschehen beteiligt und wurde in den Vereinigten Staaten auf einen Kampfeinsatz vorbereitet. Im April 1944 wurde sie nach England verlegt. Ab dem 12. Juni 1944, dem Tag ihrer Landung am Utah Beach, war sie in Frankreich im Kriegseinsatz. Im weiteren Kriegsverlauf stieß sie zusammen mit anderen Truppen nach Osten bis nach Deutschland vor. Dort war sie unter anderem am Kampf um den Ruhrkessel beteiligt.
Zwischen Juni und Dezember 1945 kommandierte Ira Wyche bis zu dessen Auflösung das VIII. Korps. Auch dieses Korps hatte am Kampf in Europa teilgenommen und war von Frankreich nach Deutschland vorgedrungen. Nach der deutschen Kapitulation wurde es in die Vereinigten Staaten zurückverlegt und in Camp Gruber in Oklahoma deaktiviert. Anfang 1946 war Wyche Leiter des Integration Interview Boards, ehe er das Kommando über das III. Korps erhielt. Dieses Amt hatte er zwischen Februar und Mai 1946 inne. Das Korps war zunächst in Deutschland stationiert und wurde dann nach Fort Polk in Louisiana verlegt, wo es, allerdings erst nach Wyches Zeit als Kommandeur, Ende 1946 vorübergehend aufgelöst wurde.
Zwischen Mai 1946 und Januar 1947 kommandierte Wyche das 1st Service Command. Am 30. Januar 1947 wurde Ira Wyche als Nachfolger von Daniel Isom Sultan zum Generalinspekteur des US-Heeres ernannt. Dieses Amt bekleidete er bis zum 30. Juni 1948. Wenig später ging er in den Ruhestand.
Der seit 1917 mit Mary Louise Dunn (1894–1979) verheiratete Offizier verbrachte seinen Lebensabend in Pinehurst in North Carolina. Er starb am 8. Juli 1981 und wurde auf dem Friedhof des Militärstützpunkts Fort Bragg, dem heutigen Fort Liberty, beigesetzt.

## Orden und Auszeichnungen
Ira Wyche erhielt im Lauf seiner militärischen Laufbahn unter anderem folgende Auszeichnungen:
- Army Distinguished Service Medal
- Silver Star
- Legion of Merit
- Bronze Star Medal
- Orden der Ehrenlegion (Frankreich)
- Kriegskreuz (Frankreich)